# Dogtail
Dogtail é um Framework livre de ferramentas para testes e automação escrito em Python. É baseado em GNU/Linux e é embalado com distribuições bem conhecidas, como a Red Hat Enterprise Linux. Ele usa as tecnologias de acessibilidade para se comunicar com aplicativos de desktop. Faz uso de metadados relacionados à acessibilidade para criar um modelo na memória dos elementos GUI da aplicação.